# ヴァイガチ島
座標: 北緯69度59分49秒 東経59度34分44秒 / 北緯69.99694度 東経59.57889度

Kara Strait の南にある島がヴァイガチ島

ヴァイガチ島（ヴァイガチとう、バイガーチ島、バイガチ島、ロシア語:Вайгачヴァイガーチュ；ラテン文字表記:Vaygach）は北極海の島で、バレンツ海とカラ海のあいだに位置する。南のユゴル海峡によって大陸と、また北のカルスキエ・ヴォロタ海峡によってノヴァヤゼムリャのユージヌィ島と隔てられている。
ロシア連邦ネネツ自治管区に属する。
面積は3,383km2。南北の長さは約100km、東西の幅は45km。全体的に平坦であり、中央部に高さ140mから170mほどの2本の丘陵が平行に走る。20kmから40kmほどの長さの川がいくつかあり、沼地が多い。大部分はツンドラに覆われている。
2月の平均気温は-20度、7月の平均気温は約5度。
集落が点在し、北部にヴァイガチ、ドルガヤ・グバ、南部にヴァルネクがある。